# Lithopédion
Pour les articles homonymes, voir Lithopédion (album).

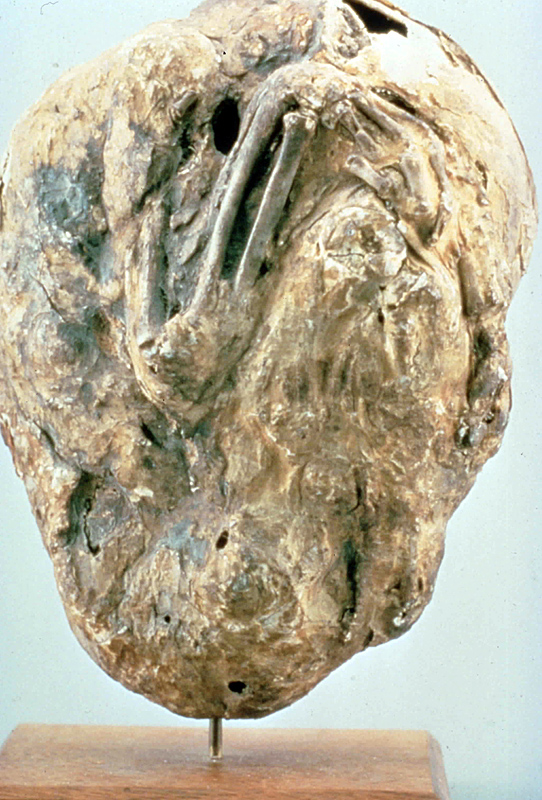
Un exemple de lithopédion : fœtus mort et calcifié demeuré environ 50 ans dans le ventre de la mère (Archives médicales militaires des États-Unis).

Le lithopédion  est un fœtus issu d'une grossesse extra-utérine non arrivée à terme, et qui est mort sans avoir été expulsé, sachant que celui-ci n'a pas été diagnostiqué durant cette période. Il s'ensuit une calcification et une tolérance pouvant dépasser un demi-siècle. Les cas de lithopédion sont très rares et, historiquement, connus et identifiés depuis 1678. Aujourd'hui, ceux-ci surviennent généralement dans un milieu socioculturel défavorisé non suivi médicalement (absence d'échographie).

## Description et symptômes
Le lithopédion (« enfant de pierre » ; du grec λίθος (líthos), « pierre », et παιδίον (paidíon), « petit enfant »), forme rare au diagnostic difficile, représente 1,5 à 2 % des grossesses ectopiques. Il est le résultat de l'évolution d'une grossesse extra-utérine ancienne qui a involué puis qui s'est calcifiée au fil du temps.
Généralement, la patiente concernée ne se plaint d'aucun signe ou symptôme éventuel susceptible d'indiquer la présence d'un fœtus calcifié dans son abdomen.
Il ne faut pas confondre les cas de lithopédion avec les cas de fœtus in fœtu.

## Cas historiques

### L'enfant pétrifié le plus ancien connu
Le lithopédion le plus ancien connu a été découvert par des archéologues et aurait environ 3 100 ans.

### L'enfant pétrifié de Sens
Un cas célèbre est celui de l'enfant pétrifié de Sens (1582).

### L'enfant pétrifié de Toulouse
Une femme du XVIIe siècle dont l'état de grossesse a perduré 25 ans a livré après sa mort à l'autopsie (en 1678) un lithopédion décrit par des médecins de l'époque.

### L'enfant pétrifié de Leinzell

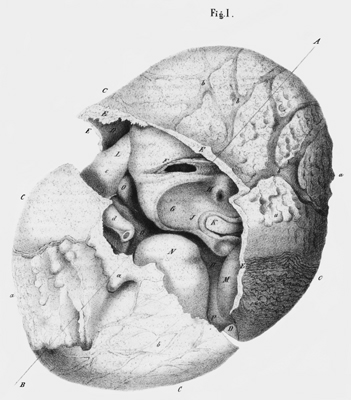
L'enfant pétrifié de Leinzell, dessin de W. Kieser, 1854.

L'enfant pétrifié de Leinzell aurait dû naître en 1674. Sa mère, Anna Mullern (ou Müller), subit ses contractions pendant sept semaines sans que l'enfant pût venir au monde. Malgré ce bébé pétrifié qu'elle continua de garder en elle, elle accoucha encore par la suite d'un fils et d'une fille. 
Elle chargea le médecin du lieu, le Dr Wohnliche, ainsi que le barbier-chirurgien Knauffen (ou Knaus) de Heubach d'ouvrir son corps après sa mort et d'en extraire l'enfant. Cependant la femme survécut à son médecin et atteignit 91 ans, selon l'Université de Tübingen, et 94 selon Bondeson, si bien que le barbier-chirurgien l'autopsia sans assistance médicale. C'est seulement après qu'un lithopédion bien conservé se fut montré que l'on appela le médecin, Johann Georg Steigerthal, qui rédigea la première description et fit le dessin de l'enfant pétrifié de Leinzell. 
Contrairement à l'enfant pétrifié de Sens celui d'Anna Mullern (ou Müller) a été conservé et se trouve maintenant à Tübingen.

### Fœtus de Costebelle
L'hypothèse du lithopédion a pu être évoquée comme la seule alternative au diagnostic de syphilis congénitale précoce du fœtus de Costebelle (Rothschild et al, 1993) malgré quelques invraisemblances (elle n'explique pas les altérations in vivo du fœtus). 

## Cas modernes dans le Monde

### Afrique
En 2002, une Marocaine de 75 ans qui souffrait de douleurs abdominales découvre qu'elle a en elle un fœtus fossilisé vieux de 46 ans, de même pour une Sud-Africaine de 80 ans venue consulter pour une sévère douleur abdominale, et qui portait en fait un lithopédion depuis 40 ans.

### Amérique du Sud
En 2013, lors d'une radiographie abdominale, une Colombienne de 84 ans s'est découverte enceinte depuis 40 ans d'un fœtus présentant un degré d'évolution de 32 semaines,.
En 2015, des médecins ont trouvé une masse dans l’utérus d'une Chilienne de 91 ans, Estela Meléndez. Cette masse était en vérité un fœtus qui s'y trouvait depuis plus de six décennies.

## Diagnostic
Il est aujourd'hui repéré par échographie, puis confirmé par la radiographie.

## Photos et dessins

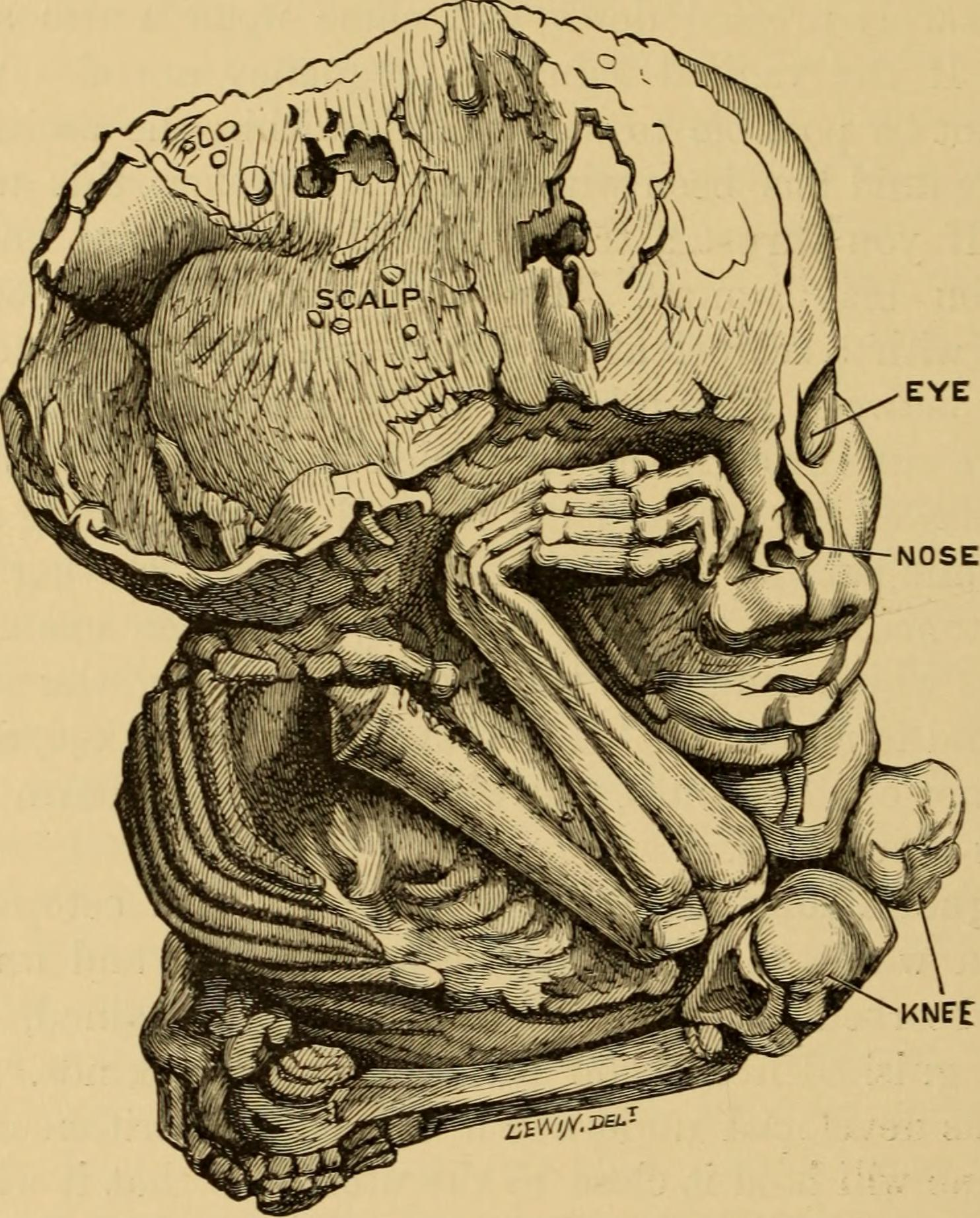
Représentation d'un lithopédion en 1899.
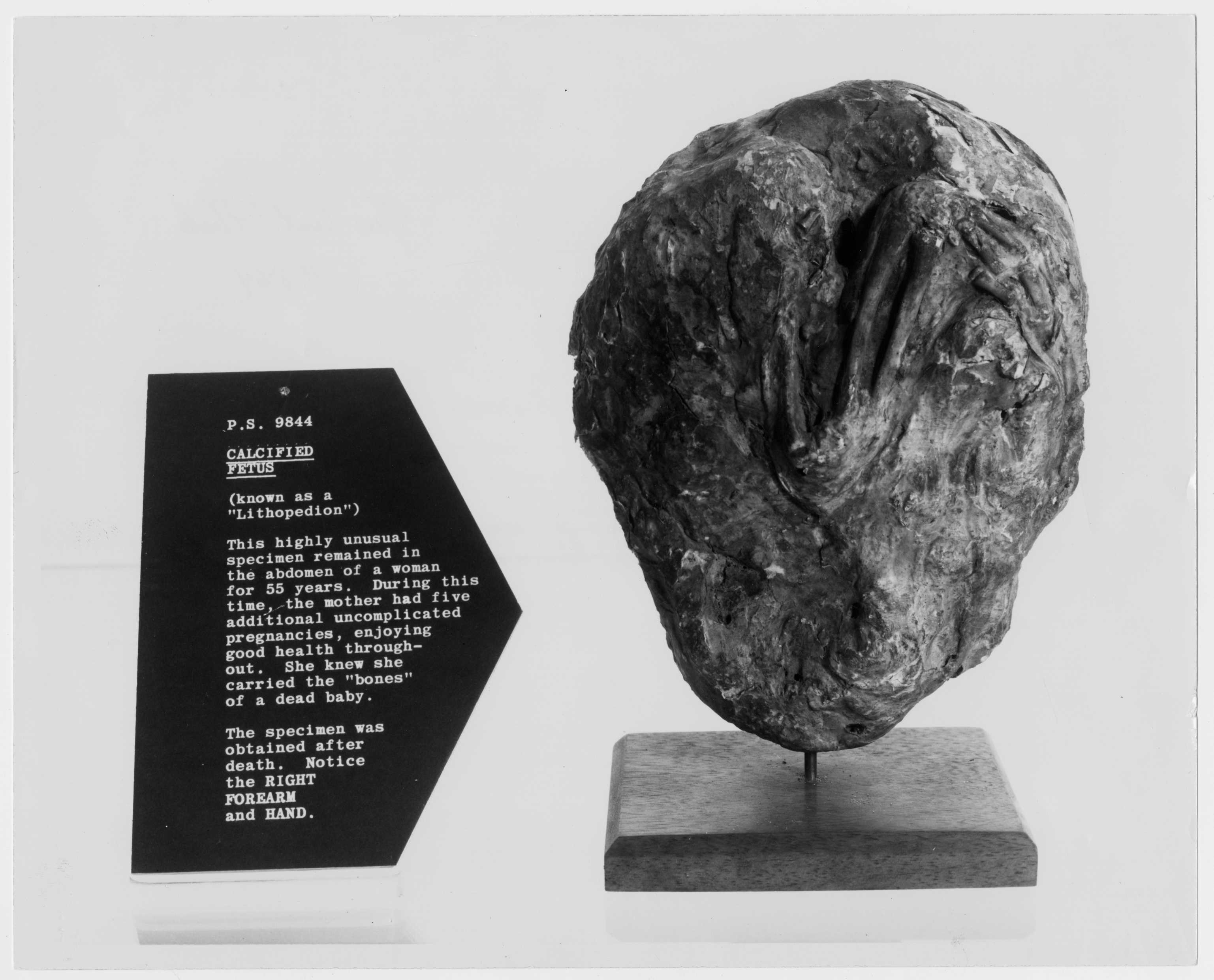
Lithopédion.
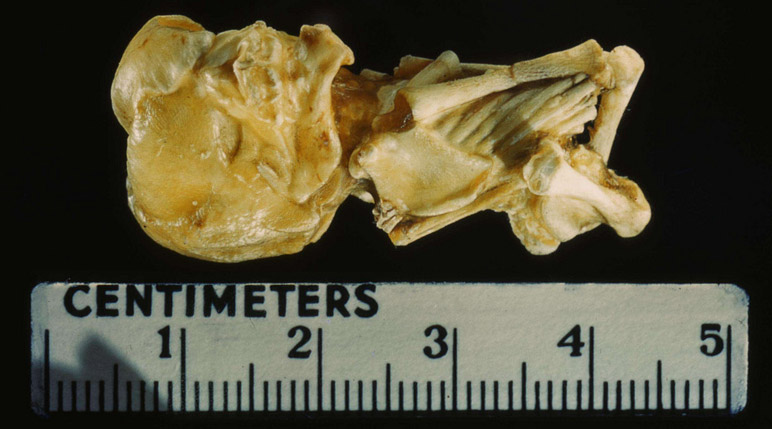
Fœtus lithopédien.
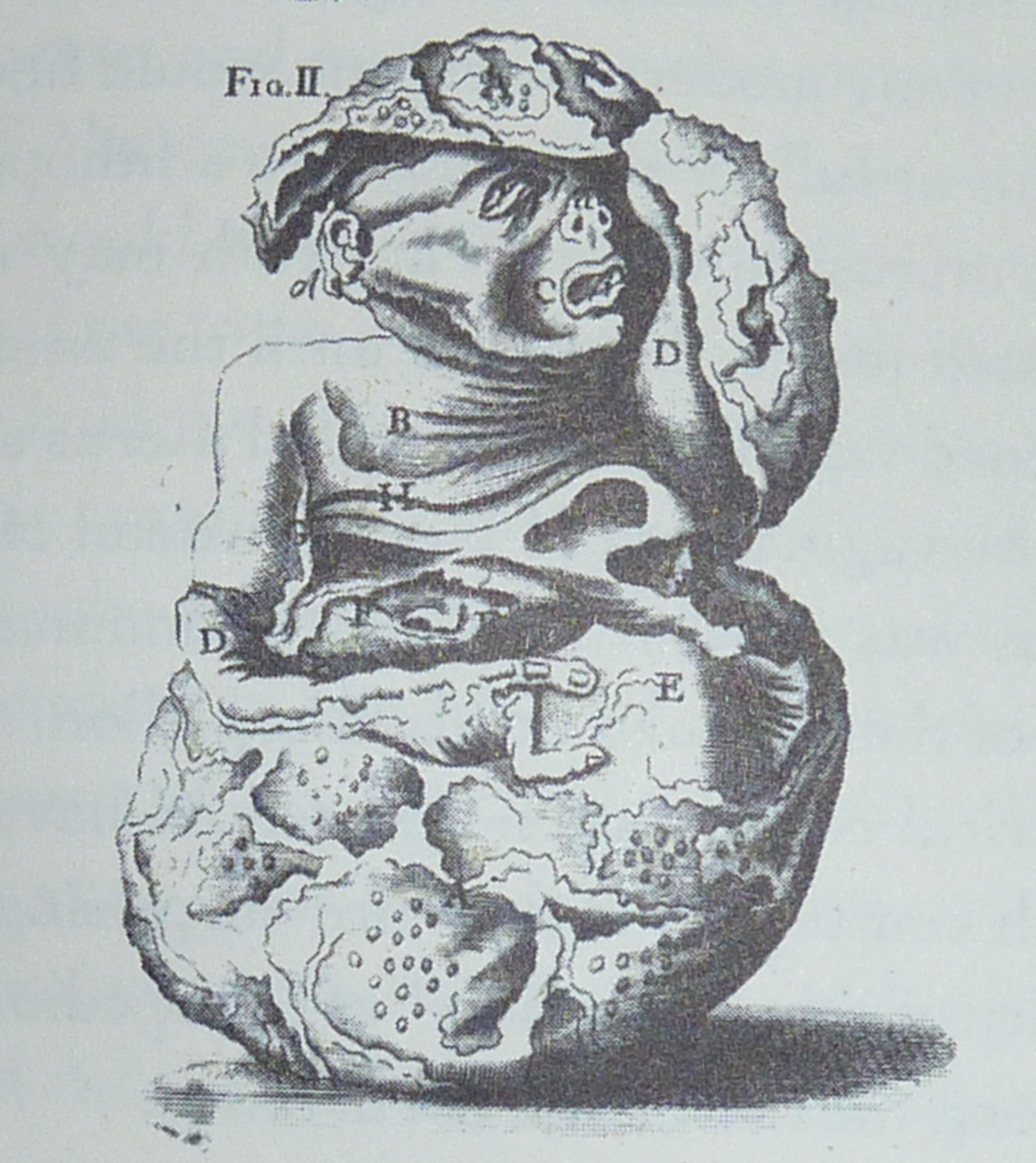
Représentation d'un lithopédion au XVIIIe siècle.

## Le lithopédion au cinéma, à la télévision et dans la littérature

### À la télévision
- Nip/Tuck (série américaine), saison 3 : dans l’épisode no 13, Joy Kringle (La femme du Père Noël en français), les chirurgiens trouvent un fœtus décédé dans le corps de Joy, alors qu’ils effectuent une liposuccion.
- New York, section criminelle, saison 4 : dans l’épisode no 6, Pièces détachées, une femme est tourmentée par la mort in utero de sa fille survenue une trentaine d'années auparavant. Le terme « bébé de pierre » est utilisé pour la calcification du fœtus par l'inspecteur Eames.
- Saison 1 de Doc : dans l’épisode no 9 une jeune femme entrant dans les ordres, sœur Cécile, est admise pour des douleurs abdominales, à la suite d'une échographie, les médecins découvrent que ce n’est pas une tumeur mais un « embryon calcifié »
- Stat (série télévisée québécoise) Saison 2 Épisode 68: Une femme se plaint de douleurs abdominales, à la suite d'une échographie abdo, elle entre en salle d’opération pour une fissure de l’estomac. Le chirurgien constate alors le fœtus et le retire. Sous le choc, le femme apprend la présence de cet enfant en salle de réveil.

### Dans la littérature
- L'enfant pétrifié, de Valérie Lys, Édition du Palémon

Roman policier dont la trame tourne autour d'un lithopédion et la vente de celui-ci par un brocanteur, retrouvé assassiné.
- Sous d'autres formes nous reviendrons, de Claro, Editions du Seuil, coll. Fiction & Cie

Le lithopédion de Sens joue un rôle certain dans le chapitre 3.

### Dans la musique
- Lithopédion album qui est sorti le 15 juin 2018 sous le label 92i , du rappeur, chanteur, auteur-compositeur belge, Damso.
- « J’aurai aimé vivre et mourir dans le ventre de ma mère comme un lithopédion » paroles extraites de la chanson innenregistrable du rappeur français Despo Rutti.